# Tomme mængde
Den tomme mængde er i matematikken en mængde uden elementer - dens kardinalitet er nul.
Den tomme mængde skrives ⦰, Ø, {\displaystyle \emptyset } eller {}. Traditionen med at bruge symbolet Ø som betegnelse for denne mængde skyldes Nicolas Bourbaki (kollektivt pseudonym for en gruppe matematikere, også kaldet Bourbaki-gruppen), der var inspireret af det skandinaviske bogstav Ø.
I fortiden blev "0" ofte brugt som symbol for en tom mængde, men dette anses nu for at være ukorrekt.